# تلمبه ولی‌عصر ۱۳۶
تلمبه ولی‌عصر ۱۳۶ یک منطقهٔ مسکونی در ایران است که در دهستان خورسند واقع شده‌است. تلمبه ولی‌عصر ۱۳۶ ۴۵ نفر جمعیت دارد.